# Kinderuniversiteit Suriname
De Kinderuniversiteit Suriname is een wetenschappelijk trainingsinstituut voor basisschoolkinderen. Het instituut werkt samen met wetenschappers van hogeronderwijsinstellingen als de Anton de Kom Universiteit van Suriname, Vrije Universiteit van Brussel, de Erasmus Universiteit Rotterdam en het Centrum voor Landbouwkundig Onderzoek in Suriname.

## Ontwikkelen van denkvermogen
Het instituut geeft colleges aan kinderen tussen de 6 en 12 jaar oud met het doel kritisch en creatief denkvermogen te stimuleren en ongeacht etnische of sociaal-economische achtergrond interesse te ontwikkelen voor hogeronderwijs en wetenschap.

## Colleges
De colleges zijn wetenschappelijk en laagdrempelig ingestoken.Thema's die geleerd worden, zijn onder meer de waarde van geld, het belang van financiële onafhankelijkheid, de gevolgen van een beroepskeuze, drinkwaterkwaliteit, duurzame ontwikkelingsdoelen en tuin- en landbouw. De colleges zijn een- en meerdaags en worden in een bovenzaal van het gebouwencomplex Lalla Rookh gegeven, dat voor die gelegenheden Campus Lallarookh wordt genoemd.

## Geschiedenis
De kinderuniversiteit werd op 12 april 2021 opgericht door Jo-Ann Monsels. Zij deed dit in samenwerking met afgestudeerden van de Vrije Universiteit van Brussel. Monsels heeft twee Masteropleidingen afgerond en is socioloog en kinderboekenschrijfster. In 2022 werkte ze samen met de Surinaamsche Waterleiding Maatschappij, hoogleraar Wil Hout van de Erasmus Universiteit Rotterdam, de Verenigde Naties en het Centrum voor Landbouwkundig Onderzoek in Suriname (Celos).
In 2023 sloot het outsourcingsbedrijf Webhelp een samenwerkingsovereenkomst met de Kinderuniversiteit. Het bedrijf, met in Suriname 1200 medewerkers, wil hiermee de aanwas van goed geschoolde Surinamers stimuleren.